# Дарбишир
Дарбишир (енгл. Derbyshire) је грофовија у енглеском региону Источни Мидлендс. Граничи се са грофовијама: Шири Манчестер, Западни Јоркшир, Јужни Јоркшир, Нотингемшир, Лестершир, Стафордшир и Чешир. Главни град је Метлок, док је сам град Дарби аутономан.
Дарбишир је брдско подручје. Највећи део Националног парка Пик дистрикт (Peak District) се налази у овој грофовији. Северни део Дарбишира обухвата планине Пенини. Иако у Дарбиширу има 30 градова већих од 10.000 становника, 75% површина се користе за пољопривреду или су пошумљене. Некада су главне привредне гране биле експлоатација угља, гвоздене руде и кречњака. Данас доминира производња возила и пољопривреда.

## Администрација
Дарбиширом управља Веће Дарбишира које окупља осам обласних већа (Хај Пик, Дарбишир Дејлс, Јужни Дарбишир, Еревош, Амбер Вали, Североистични Дарбишир, Честерфилд, Болсовер). Град Дарби има аутономну градску управу од 1998.